# غراسي إلفن
غراسي إلفن (بالإنجليزية: Gracie Elvin) (و. 1988  م) هي دراجة، من أستراليا، ولدت في كانبرا، شاركت في ركوب الدراجات في الألعاب الأولمبية الصيفية 2016، ودورة ألعاب الكومنولث 2014.

## التعليم
تعلمت في ACT Academy of Sport ‏.

### سباقات أو مراحل فاز بها
| التاريخ       | السباق                                                    | المركز                  |
| ------------- | --------------------------------------------------------- | ----------------------- |
| 16 مارس 2012  | 2012 Oceania Road Cycling Championships Women ITT         |                         |
| 17 مارس 2012  | 2012 Oceania Road Cycling Championships Women RR          | الفائز في التصنيف العام |
| 21 أبريل 2012 | Omloop van Borsele 2012                                   | الثاني في التصنيف العام |
| 17 مايو 2012  | Gooik–Geraardsbergen–Gooik 2012                           | السادس في التصنيف العام |
| 12 يناير 2013 | سباق الطريق للسيدات في بطولة أستراليا لركوب الدراجات 2013 | الفائز في التصنيف العام |
| 11 يناير 2014 | سباق الطريق للسيدات في بطولة أستراليا لركوب الدراجات 2014 | الفائز في التصنيف العام |
| 26 أبريل 2014 | Omloop van Borsele 2014                                   | السابع في التصنيف العام |
| 31 مايو 2015  | Gooik–Geraardsbergen–Gooik 2015                           | الفائز في التصنيف العام |
| 12 مارس 2016  | روند فان درينثي كأس العالم 2016                           | الثاني في التصنيف العام |
| 13 مارس 2016  | درينتشت آخت فان ويسترفيلد 2016                            | السابع في التصنيف العام |
| 10 أبريل 2016 | هيلثي أجينج تور 2016                                      | السابع في التصنيف العام |
| 29 مايو 2016  | Gooik–Geraardsbergen–Gooik 2016                           | الفائز في التصنيف العام |
| 08 يناير 2019 | بطولة أستراليا لسباق الدراجات ضد الزمن للسيدات 2019       |                         |

## روابط خارجية
- غراسي إلفن على موقع الاتحاد الدولي للدراجات (الإنجليزية)
- غراسي إلفن على موقع أرشيف الدراجات (الإنجليزية)
- غراسي إلفن على موقع إحصائيات الدراجات الإحترافية (الإنجليزية)
- غراسي إلفن على موقع نسبة الدراجات (الإنجليزية)
- غراسي إلفن على موقع CyclingDatabase.com (مؤرشف) (الإنجليزية)
- غراسي إلفن على موقع اللجنة الأولمبية الدولية (الإنجليزية)
- غراسي إلفن على موقع أوليمبيديا (الإنجليزية)
- غراسي إلفن على موقع اللجنة الأولمبية الأسترالية (الإنجليزية)
- غراسي إلفن على موقع اتحاد ألعاب الكومنولث (مؤرشف) (الإنجليزية)